# Debconf
Debconf è la conferenza annuale a cui partecipano gli sviluppatori del sistema operativo Debian GNU/Linux per discutere dello sviluppo del progetto. Accanto alla conferenza formale con workshop e discorsi, gli sviluppatori hanno sempre usufruito di quest'occasione per fare dell'hacking sul sistema in un ambiente più informale.
All'edizione di Oslo nel 2003 venne inoltre creato il Debcamp, a cui fu dedicata una sala con attrezzature informatiche.

## Edizioni
| Anno | Data               | Luogo                 | Paese                |
| ---- | ------------------ | --------------------- | -------------------- |
| 2000 | 5-9 luglio         | Bordeaux              | Francia              |
| 2001 | 2-5 luglio         | Bordeaux              | Francia              |
| 2002 | 5-7 luglio         | Toronto               | Canada               |
| 2003 | 18-20 luglio       | Oslo                  | Norvegia             |
| 2004 | 26 maggio-2 giugno | Porto Alegre          | Brasile              |
| 2005 | 10-17 luglio       | Helsinki              | Finlandia            |
| 2006 | 14-22 maggio       | Oaxtepec              | Messico              |
| 2007 | 17-23 giugno       | Edimburgo             | Scozia               |
| 2008 | 10-16 agosto       | Mar del Plata         | Argentina            |
| 2009 | 23-30 luglio       | Cáceres (Estremadura) | Spagna               |
| 2010 | 1-7 agosto         | New York              | Stati Uniti          |
| 2011 | 24-30 luglio       | Banja Luka            | Bosnia ed Erzegovina |
| 2012 | 8-14 luglio        | Managua               | Nicaragua            |
| 2013 | 11-18 agosto       | Vaumarcus             | Svizzera             |
| 2014 | 23-31 agosto       | Portland              | Stati Uniti          |
| 2015 | 15-22 agosto       | Heidelberg            | Germania             |
| 2016 | 2-9 luglio         | Città del Capo        | Sudafrica            |
| 2017 | 6-12 agosto        | Montréal              | Canada               |

## Altre conferenze

### Miniconf
Esiste un altro evento Debian, più piccolo e meno importante, detto Miniconf: si tratta di una conferenza annuale presso l'Australian Linux Conference, linux.conf.au.

### Italian Debian Community Conference
In Italia si sono tenute quattro conferenze locali, ufficialmente note come Italian Debian Community Conference (mini-debconf).
La prima mini-debconf si è tenuta nel 2004 a Sesto San Giovanni (Milano), le successive due (2006 e 2007) a San Donà di Piave (Venezia) e la quarta (2008) a Bracciano (Roma).